# آربلاغ
شهرستان آربلاغ (به زبان مغولی: Арбулаг сум، [Arbulag sum]؛ ᠠᠷᠤ ᠪᠤᠯᠠᠭ ᠰᠤᠮᠤ، [aru bulaɣ sumu]) یک شهرستان (سُوم) در مغولستان است که در استان خوفسگول واقع شده‌است.

## تقسیمات اداری
شهرستان آربلاغ متشکل از ۶ قصبه (باغ) می‌باشد، شامل:
- اورت‌بلاغ (مغولی: Урт булаг баг، [Urt bulag bag]؛ ᠤᠷᠲᠤ ᠪᠤᠯᠠᠭ ᠪᠠᠭ، [urtu bulaɣ baɣ])
- بِل‌بلاغ (مغولی: Бэл булаг баг، [Bel bulag bag]؛ ᠪᠡᠯ ᠪᠤᠯᠠᠭ ᠪᠠᠭ، [bel bulaɣ baɣ])
- بورغول (مغولی: Бор гол баг، [Bor gol bag]؛ ᠪᠣᠷᠤ ᠭᠣᠤᠯ ᠪᠠᠭ، [boru ɣoul baɣ])
- تارغان‌نور (مغولی: Тарган нуур баг، [Targan nuur bag]؛ ᠲᠠᠷᠭᠤᠨ ᠨᠠᠭᠤᠷ ᠪᠠᠭ، [tarɣun naɣur baɣ])
- خابتاغا (مغولی: Хавтага баг، [Xabtaga bag]؛ ᠬᠠᠪᠲᠠᠭ᠎᠎ᠠ ᠪᠠᠭ، [qabtaɣ-a baɣ])
- سومبِر(مغولی: Сүмбэр баг، [Sümber bag]؛ ᠰᠦᠮᠪᠦᠷ ᠪᠠᠭ، [sümbür baɣ])